# Klaus-Michael Braumann
Klaus-Michael Hubertus Günther Braumann (* 26. November 1949) ist ein deutscher Sport- und Allgemeinmediziner.

## Laufbahn
Braumann absolvierte zwischen 1969 und 1975 ein Studium an der Medizinischen Hochschule Hannover. Ab 1977 war er als wissenschaftlicher Assistent an derselben Universität sowie am Krankenhaus Großburgwedel in Sportphysiologie, Unfallchirurgie und Kardiologie tätig. Von 1983 bis 1989 arbeitete er als Oberarzt im Sportmedizinischen Zentrum an der medizinischen Hochschule Hannover. 1986 wurde Braumann Facharzt für Allgemeinmedizin.
1987/88 war Braumann Mannschaftsarzt der Fußballmannschaft von Hannover 96, bei den Universiaden in den Jahren 1983, 1987 sowie 1989 arbeitete er als Mannschaftsarzt der deutschen Mannschaften. Er war Mitglied des Ärztestabes der Deutschen Schwimm- und Wasserballnationalmannschaften bei der Europameisterschaft 1987, den Olympischen Sommerspielen 1988 sowie den Weltmeisterschaften 1990. Ab 1989 betreute er im Rahmen leistungsmedizinischer Betreuungsmaßnahmen Mannschaften im Spitzensportbereich, darunter die Fußball-Bundesligisten Hamburger SV und FC St. Pauli sowie Hamburger Hockey-Bundesligamannschaften.
Zwischen 1989 und 1993 hatte er die Leitung der Abteilung für Sport- und Leistungsmedizin am Olympiastützpunkt Hamburg/Schleswig-Holstein inne. 1993 trat Braumann eine Professorenstelle für Sportmedizin an der Universität Hamburg an. Er war Vorsitzender des Hamburger Sportärztebundes, ehe er Ehrenvorsitzender wurde.
Zwischen 1997 und 2014 war er Dekan des Fachbereichs Sportwissenschaft der Universität Hamburg, 2015 wurde er an derselben Hochschule Dekan der Fakultät für Psychologie und Bewegungswissenschaft. Ende März 2018 ging er in den Ruhestand.
2012 wurde Braumann Präsident der Deutschen Gesellschaft für Sportmedizin und Prävention (DGSP), bereits 1997 übernahm er den Vorsitz der DGSP-Sektion Leistungssport. Im März 2019 schied er als DGSP-Präsident aus und wurde zum Ehrenpräsidenten ernannt. Dem offiziellen Blatt der DGSP, der „Deutschen Zeitschrift für Sportmedizin“ diente er als Mitherausgeber. Im Mai 2018 wurde er zum stellvertretenden Vorsitzenden des Wissenschaftlichen Beirats des Bundesinstituts für Sportwissenschaft (BISp) gewählt, während er gleichzeitig in dem Gremium für die Bereiche Medizin und Biologie zuständig war. Im September 2018 kam eine weitere Tätigkeit hinzu: Braumann wurde Mitglied des Exekutivkomitees des Sportmedizin-Weltverbandes „Fédération Internationale de Médecine du Sport“ (FIMS).
In Braumanns wissenschaftlicher Tätigkeit stehen Untersuchungen und Arbeiten zu den Themengebieten „leistungsphysiologische Untersuchungen zum Muskelstoffwechsel“, Übertrainings- und Überlastungssymptomatik, Messung und Trainierbarkeit propriozeptiver Fähigkeiten, Spiroergometrie bei Schwimmern sowie bewegungstherapeutische Aspekte unter anderem von Menschen mit Herzinsuffizienz, Bluthochdruck und Übergewicht im Vordergrund. Er befasste sich ebenfalls mit dem Themenbereich Doping.
Bekannt wurde Braumann auch durch Medienauftritte wie im NDR-Fernsehen oder in Sendungen auf der Deutschen Welle. Neben wissenschaftlichen Werken veröffentlichte er mehrere Ratgeber zum Sporttreiben, wie das 2017 erschienene Buch „Wie bleibe ich fit“ und „Die Heilkraft der Bewegung“, das 2015 herauskam. Braumann wurde Vorsitzender des Vereins zur Förderung der Sportmedizin.